# Atienza

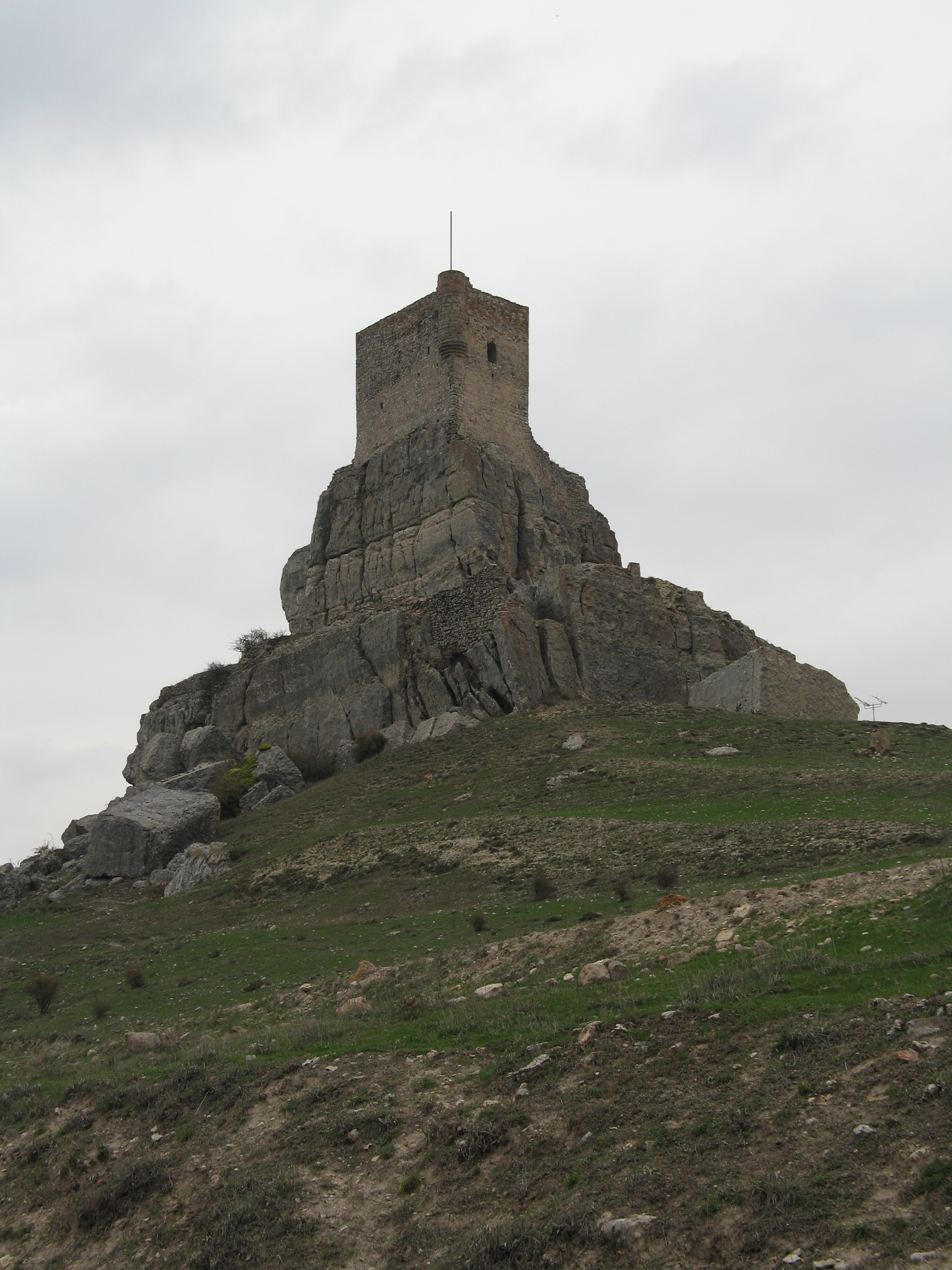
Castle of Atienza

Atienza là một đô thị trong tỉnh Guadalajara, Castile-La Mancha, Tây Ban Nha.